# 水谷豊文
水谷 豊文（みずたに とよぶみ、ほうぶん）は、江戸時代後期の本草学者。尾張藩御薬園御用、嘗百社盟主。通称水谷助六でも知られるが、これは子、孫も名乗っている。

## 生涯
安永8年（1779年）4月19日、尾張国名古屋御園町筋横三蔵下ル9軒目西側（現名古屋市中区栄一丁目26番）に尾張藩士水谷覚夢の子として生まれた。幼名は為吉、後に武之丞、寛政4年（1792年）10月10日助六と改めた。
父覚夢に本草学を学んだ後、浅野春道の紹介で京都の小野蘭山に入門した。
寛政6年（1794年）5月19日藩主徳川宗睦に御目見し、寛政9年（1797年）1月豊文と称した。享和2年（1802年）3月4日家督相続し、馬廻組、享和3年（1803年）10月4日大番組、文化2年（1805年）2月御広敷詰を経て、5月御薬園御用となった。
この頃から伊勢、美濃、木曽等に勢力的に採薬に出かける傍ら、浅野春道、大窪太兵衛、岡林清達、柴田洞元、西山玄道、浅野文達、大河内存真等と本草会を開き、この後身嘗百社において中心的役割を果たした。
文政9年（1826年）4月29日シーボルトが熱田宿に投宿した際、伊藤圭介、大河内存真等と共に会見した。この際、豊文が見せた莨菪（ハシリドコロ）の図について、シーボルトは眼科薬に使用するベラドンナと誤鑑定したが、その後眼科医土生玄碩にベラドンナを熱田で見たと教えたことを契機として、同様の薬効があることが発見された。
天保4年（1833年）3月20日暁七ツ半頃死去し、春日町泰昌寺に葬られた。天保6年（1835年）3月15日一行院で三回忌追薦の大会が行われた。
泰昌寺廃寺後、矢場町三ノ切政秀寺に改葬された。

## 著書
- 『物品識名』[4]
- 『物品識名拾遺』[5]
- 『泰西本草名疏仮名』[6]
- 『本草綱目紀聞』[7]
- 『朝顔図譜』[8]
- 『朝顔雑記』[9]
- 『牽牛花集』[10]
- 『勢江採薬記』[1]
- 『濃州採薬記』[1]
- 『木曽採薬記』[11]
- 『南紀採薬記』[1]
- 『熊野採薬記』[12]
- 『禽譜』[13]
- 『虫豸写真』[14]
- 『虫譜』[15]
- 『動植物写生雑記』[16]
- 『鉤致堂随筆』[17]
- 『本草薬性』[18]
- 『水谷助六先生記聞』[19]
- 『灌園余課』
- 『山草譜』
- 『歯朶譜』
- 『遠志図説』
- 『貝つくし浪の華』
- 『採草叢書』[20]
- 『本草写真』 - ライデン大学図書館（オランダ語版）シーボルトコレクション所蔵。

## 家族
- 父：水谷覚夢 - 本草学者[1]。
- 姉妹：本多武助妻[1]
- 兄弟：兼松七之丞正盛、水谷道三郎安則、安藤鉄弥知義[1]
- 長男：銀之丞侯賀（これよし） - 文化2年（1805年）6月4日生、文化10年（1813年）5月9日夭折[1]。
- 娘：当、益、留、金[1]
- 養子：水谷義三郎 - 一色九郎右衛門三男[1]。